# 영국 왕립 해군
왕립 해군(영어: Royal Navy, RN)은 영국군에서 가장 오래된 군종으로 대영 제국 시대(18세기~20세기)에 가장 강력한 해군을 보유했었다. 2차 대전 때에는 900척의 군함을 운영하다가 냉전 시기에는 소련의 잠수함을 막는 역할을 맡았다. 현재 북대서양 조약 기구 회원국 사이에서 2위의 해군력을 보유하고 있고, 미국, 러시아에 이어서 세계 3위의 해군력을 보유하고 있다.
현재의 임무는 영국의 영해 방어와 세계의 항로 방어이다. 제국주의 시대가 몰락하고, 대부분의 해외기지는 폐쇄된 상태에서도, 영국해군은 포클랜드 제도와 키프로스 등에 기지를 보유하고, 유사시 거점으로 쓰고있다.

## 기지
국내기지
- 포츠머스 기지 (영국해군의 주요수상함대 데어링급 방공구축함과 23형 호위함의 모항이다.)

- 클라이드 기지 (영국해군의 호위함대의 절반과 전략원잠; 벵가드급 원자력잠수함대의 모항이다.)

- 데본포트 기지 (영국해군의 고속정함대와 초계함대의 모항이다, 영국해군의 공격잠수함인 트라팔가급의 모항이기도 하다.)

해외기지
- 포클랜드 기지 (영국해군의 포클랜드 기지로, 포클랜드 섬과 주변 영국령 섬들을 보호한다.)

- 키프로스 해군기지 (영국해군의 키프로스 기지로, 지중해에서의 영국 이권을 보호한다.)

- 지브롤터 기지 (영국령 지브롤터 반도를 보호한다.)

- 바레인 기지 (조만간 완공 예정이며, 영국의 지중해 전진기지로 사용할 예정이다.)

## 이름 명명

### "Royal" Navy
영국의 해군을 나타내는 Royal Navy는 영국 뿐만 아니라 다른 국가에서도 사용된다. 영국 연방 국가의 해군은 "Royal (나라이름) Navy"로 명명한다. 예를 들면 오스트레일리아의 Royal Australian Navy를 들 수 있다. 또한 왕국의 해군의 경우에는, 네덜란드 해군(네덜란드어: Koninklijke Marine,Royal Netherlands Navy)와 같이 자국의 해군을 영어로 표기할 때에 Royal Navy라 부른다.
영국공군과 같이 왕립해군이란 이름은 왕의 명령에 의하여서 설립한데에서 기인하였다.

## 같이 보기
- 영국 육군
- 영국 공군
- 영국 해병대